# Kapuzinerkloster Kitzingen

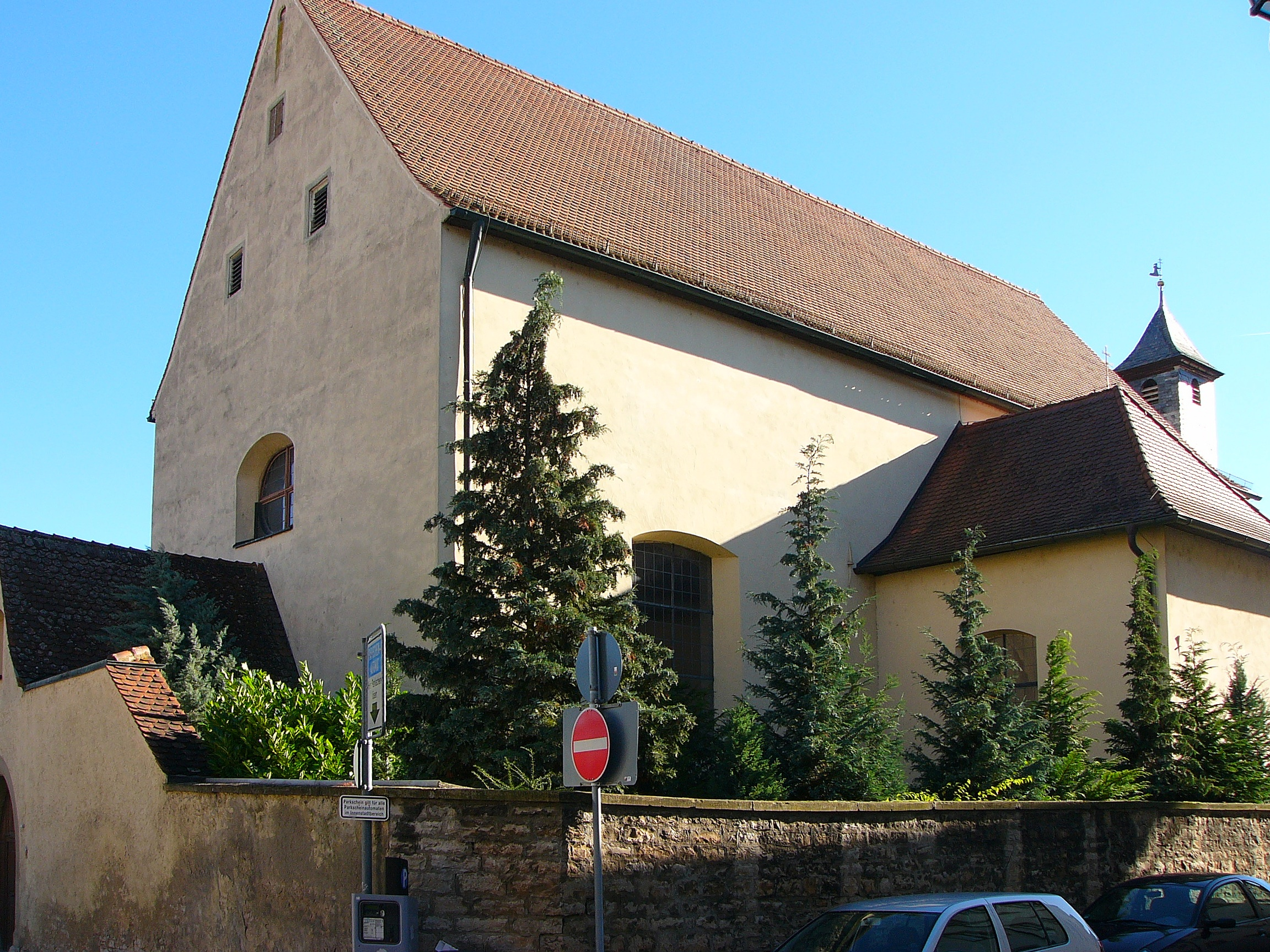
Kapuzinerkirche St. Mariä Himmelfahrt von Nordwesten

Das Kapuzinerkloster Kitzingen ist ein ehemaliges Kloster der Kapuziner in Kitzingen in Bayern in der Diözese Würzburg.

## Geschichte
Das Kloster wurde 1630 durch Philipp Adolf von Ehrenberg, Bischof von Würzburg gegründet, im darauffolgenden Jahr wurde der Grundstein für die Klostergebäude gelegt. Während des Dreißigjährigen Krieges, als Kitzingen kurzzeitig unter schwedischer Verwaltung stand, wurden die Kapuziner vertrieben und konnten erst 1649 zurückkehren. Im Jahr 1652 erfolgte schließlich die Einweihung der für den Bettelorden typischen, schlichten Kirche. Das Kloster wurde 1828 aufgelöst, von 1831 bis 1902 diente es als Krankenhaus. Nach Ende des Zweiten Weltkrieges hielt vorübergehend die evangelische Gemeinde Kitzingens ihre Gottesdienste in der Kirche ab, da die Stadtkirche durch Bomben beschädigt worden war. 1983 wurden die ehem. Klostergebäude zum großen Teil abgerissen und durch das Caritas-Seniorenheim St. Elisabeth ersetzt, lediglich die Kirche und ein Teil der Westmauer blieben erhalten. Die Kirche wird heute von der katholischen Pfarrgemeinde St. Johannes als Filialkirche genutzt, es finden regelmäßig Gottesdienste statt.

## Klosterkirche

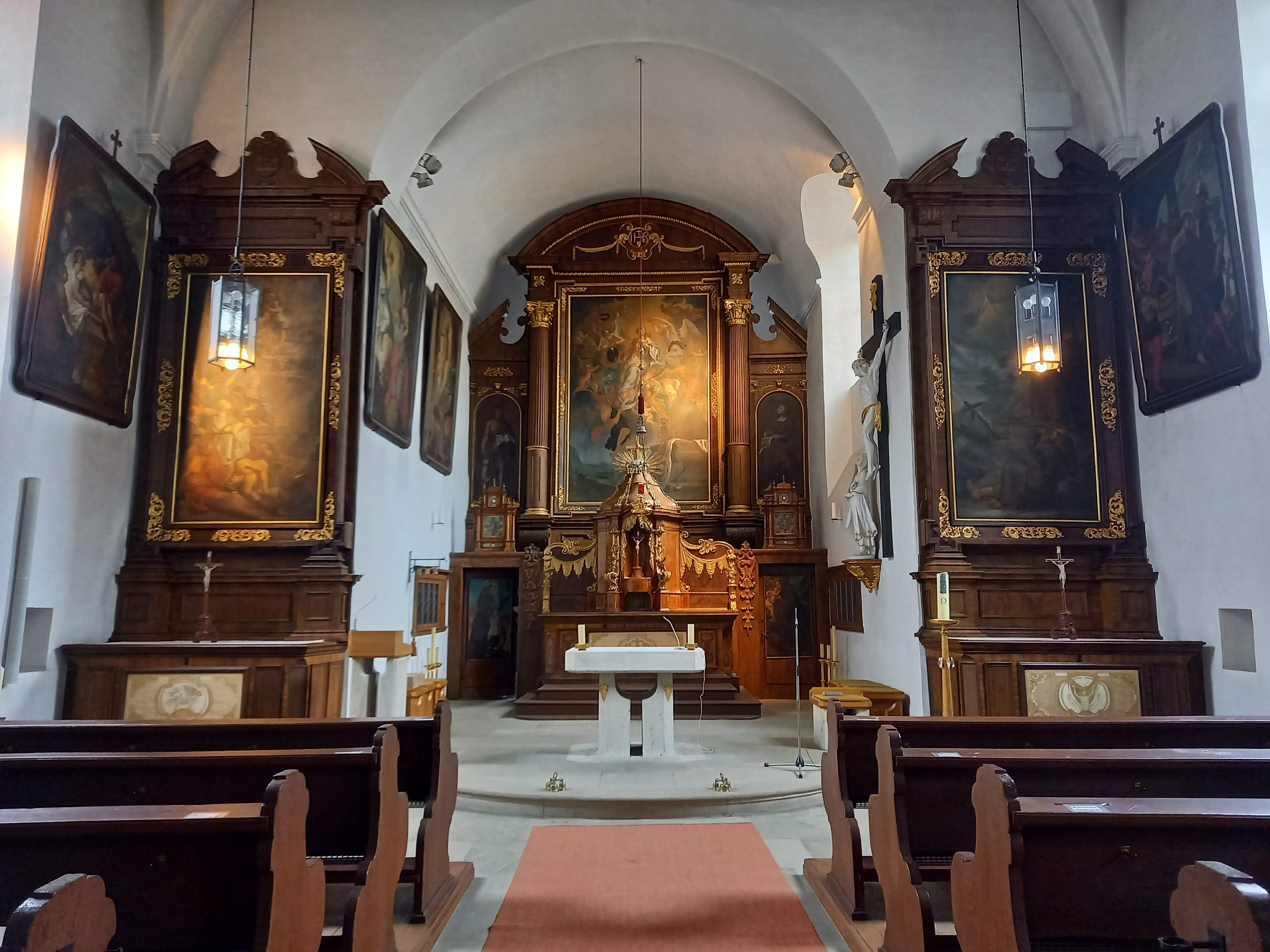
Altarraum der Klosterkirche

Die Kirche ist der Himmelfahrt Mariens sowie dem heiligen Franziskus Seraphikus geweiht. Sie ist nach Süden ausgerichtet und präsentiert sich als einfacher Saalbau mit eingezogenem Rechteck-Chor, über dem sich der kleine Dachreiter mit Pyramidenhelm erhebt. Im Dachreiter hängt ein vierstimmiges Geläut aus Bronze- und Gussstahlglocken, von denen – kurioserweise – zwei auf denselben Ton cis3 gestimmt sind. Auf der Westseite ragt ein Kapellenanbau aus der Flucht der Langhauswand heraus. Das Kirchenschiff ist kreuzgewölbt, der Chorraum wird von einem Tonnengewölbe überspannt. Der Innenraum weist heute eine der am besten erhaltenen Ausstattungen des 17. Jahrhunderts im mainfränkischen Raum auf. Neben dem Hochaltar, der die gesamte Breite des Chors einnimmt und die Sakristei vom Kirchenraum trennt, verdienen auch die Seitenaltäre sowie die großformatigen barocken Kreuzwegs-Stationsbilder an den Wänden besondere Aufmerksamkeit. Das Hochaltargemälde mit dem Motiv der Himmelfahrt Mariens wurde im Jahre 1679 vom flämischen Maler Oswald Onghers geschaffen. Im Vorraum der Kirche befindet sich das verwitterte Original eines gotischen Bildstocks. An dessen vormaligen Standort vor der Südwand der Stadtpfarrkirche St. Johannes wurde eine Kopie aufgestellt. Außer zu den Gottesdiensten ist die Kirche normalerweise nicht öffentlich zugänglich und kann daher nur auf Anfrage besichtigt werden.